# فریگیت کلاس اپیژنی
فریگیت کلاس اپیژنی (به انگلیسی: Iphigénie-class frigate) یک کلاس از کشتی با طول آن ۱۳۴ فوت است.